# Kathy Yuen
Kathy Yuen (chiń. upr. 汤怡; chiń. trad. 湯怡; pinyin Tāng Yí; jyutping Tong1 Ji4; ur. 17 października 1987 w Hongkongu) – hongkońska aktorka. Była artystką wytwórni Emperor Entertainment Group.

## Filmografia

### Jako aktorka

#### Filmy pełnometrażowe
| Rok  | Tytuł                  | Rola              |
| ---- | ---------------------- | ----------------- |
| 2007 | Hei wong ji wong       | Charmaine         |
| 2008 | Ngok nam shi kin       | Mei Chee          |
| 2008 | Noi yee sil nui        | Celine            |
| 2009 | Incydent               |                   |
| 2010 | Fei tsui ming chu      | Księżniczka Yuen  |
| 2010 | Po po chiu kai yan     | Vivian            |
| 2012 | Jat jik                | Kathy             |
| 2013 | Dai yat chi bat si nei | Przyjaciółka Kena |
| 2015 | The Merger             | Yip Ka-Ka         |
| 2016 | The Mobfathers         |                   |

#### Seriale
| Rok  | Tytuł                           | Rola                  |
| ---- | ------------------------------- | --------------------- |
| 2006 | Beautiful Cooking               |                       |
| 2007 | Life Art                        | Yam Chi-wah           |
| 2011 | Da Tang Nü Xun An               | Zhu Yuexian           |
| 2011 | Wu Zetian mi shi                | Helan Minyue          |
| 2012 | Sign Language                   | Tajemnicza dziewczyna |
| 2012 | Gambler                         | Christy               |
| 2014 | The Borderline                  | Rachel                |
| 2015 | Incredible Mama                 | Anna/Angelina         |
| 2015 | The Menu                        | Flora Lau             |
| 2015 | Love in Time                    | Adelina               |
| 2015 | Doom+5                          | Ceci                  |
| 2015 | Night Shift                     | Aka                   |
| 2015 | SFC 3                           |                       |
| 2015 | Paranormal Mind                 | Tong Sui-yau          |
| 2016 | Margaret and David: Green Beans |                       |